# Кът Бенк
Кът Бенк (на английски: Cut Bank) е град в окръг Гласиър, щата Монтана, САЩ. Кът Бенк е с население от 3105 жители (2000) и обща площ от 2,5 km². Намира се на 1150 m надморска височина. ЗИП кодът му е 59427, а телефонният му код е 406.